# Claudia Mazzoni
Claudia Mazzoni (Fabriano, 14 ottobre 1980) è una pallavolista italiana.